# عين أم الفرسان
عين أم الفرسان أو عين أم فرسان هي منبع مائي يقع بقرية الزور التّابعة لجزيرة تاروت، في محافظة القطيف، شرق المملكة العربية السعودية. عين أم الفرسان إحدى العيون التي ظلت فوّهتها محافظة على الشكل نفسه الذي حُفرت عليه منذ نشأتها.

## التاريخ
ذُكر أن عين أم الفرسان تعرّضت لمحاولة ردم من قبل القبائل النازحة لجزيرة تاروت، حيث دفع ذلك أهالي سنابس لجلب مياه الشرب لهم من عين العودة بتاروت، وذلك على ظهور الحمير أو عن طريق النساء حيث يحملن القلل والجرار ويعبئنها ويعدن ماشيات إلى سنابس.